# Astronesthes bilobatus
Astronesthes bilobatus es una especie de pez de la familia Stomiidae en el orden de los Stomiiformes.

## Morfología
• Los machos pueden llegar alcanzar los 20,8 cm de longitud total.

## Hábitat
Es un pez de  mar  y de aguas profundas que vive entre 50-2.230 m de profundidad.

## Distribución geográfica
Se encuentra en el Pacífico occidental (incluyendo el Mar de Filipinas), el Índico y una pequeña área del África Austral.